# Bentley Motors
Бентли (енгл. Bentley) је британски произвођач луксузних аутомобила, која се углавном ручно израђују, са седиштем у граду Кру, у Енглеској. Подружница је немачког концерна Фолксваген групе.

## Историја
Бентли моторс је основао Волтер Овен Бентли са својим братом Хорацијом јануара 1919. године у Криклвуду у Северном Лондону. Упадајући у финансијску кризу 1925. године, компанију купује милионер Вулф Барнато за сто хиљада фунти. Међутим, долази велика криза 1929. године и компанија се поново нашла пред банкротом, што је резултирало да је 1931. године преузме највећи конкурент Ролс-Ројс. Бентли 1980. године преузима компанија Vickers, када је Ролс-Ројс банкротирао. Од 1998. године Фолксваген група преузима управу над Бентлијем. Бентли и Ролс-Ројс су пословали под истим власништвом све до 1. јануара 2003. године, када Фолксваген група постаје једини произвођач Бентлија, а BMW оснива посебну компанију Ролс-Ројс.
Аутомобили се продају широм света, а од новембра 2012. и на кинеском тржишту. Већина аутомобила се склапају у фабрици Кру, а мањи број у фабрици у Дрездену, у Немачкој. Бентли је освоио 24 сата Ле Мана шест пута (1924, 1927, 1928, 1929, 1930. и 2003). Иконе Бентли модела јесу Bentley 4½ Litre, Bentley Speed Six, Bentley R Type Continental, Bentley Turbo R и Bentley Arnage. Bentley State Limousine је званични државни аутомобил креиран од стране Бентлија за краљицу Елизабету II поводом њеног златног јубилеја 2002. године.
Тренутно Бентли производи моделе Bentley Continental Flying Spur, Bentley Continental GT и Bentley Mulsanne. Бентли је на салону аутомобила у Франкфурту 2015. године представио модел Bentley Bentayga, први теренски аутомобил у историји компаније.

## Галерија
- Bentley 4½ Litre
- Bentley Speed Six
- Bentley R Type Continental
- Bentley Arnage
- Bentley State Limousine
- Bentley Mulsanne
- Bentley Continental Flying Spur